# Лози (язык)
Ло́зи, также известен как сиЛози и Рози (код Гасри — K.20 (K.21)) — язык народа лози, проживающего у реки Замбези, выше водопада Виктория по течению.
Лози является языком банту подгруппы сото-тсвана. В Замбии количество носителей языка лози составляют примерно 500 000 человек, около 70 000 — в Зимбабве и, примерно 15 000 в Ботсване и Намибии вместе (в Намибии носители лози проживают исключительно в регионе Каприви).

## Лексика

### Названия месяцев
| Русский  | Лози       |
| -------- | ---------- |
| Январь   | Sope       |
| Февраль  | Yowa       |
| Март     | Liatamanyi |
| Апрель   | Lungu      |
| Май      | Kandao     |
| Июнь     | Mbuwana    |
| Июль     | Sikulu     |
| Август   | Muyana     |
| Сентябрь | Muimunene  |
| Октябрь  | Yenda      |
| Ноябрь   | Njimwana   |
| Декабрь  | Ñulule     |